# معاهدة الانضمام 1994
- معاهدة بين مملكة بلجيكا ومملكة الدنمارك وجمهورية ألمانيا الاتحادية والجمهورية اليونانية ومملكة إسبانيا والجمهورية الفرنسية وأيرلندا والجمهورية الإيطالية ودوقية لوكسمبورغ الكبرى ومملكة هولندا والجمهورية البرتغالية والمملكة المتحدة لبريطانيا العظمى وأيرلندا الشمالية (الدول الأعضاء في الاتحاد الأوروبي) ومملكة النرويج وجمهورية النمسا وجمهورية فنلندا ومملكة السويد، بشأن انضمام مملكة النرويج وجمهورية النمسا وجمهورية فنلندا ومملكة السويد إلى الاتحاد الأوروبي.

معاهدة الانضمام لعام 1994 هي اتفاقية بين الدول الأعضاء في الاتحاد الأوروبي وأربع دول (النرويج والنمسا وفنلندا والسويد) بشأن انضمام هذه الدول إلى الاتحاد الأوروبي. ودخلت حيز التنفيذ في 1 يناير 1995. رتبت المعاهدة لانضمام النمسا وفنلندا والسويد إلى الاتحاد الأوروبي وعدلت المعاهدات السابقة للاتحاد الأوروبي. على هذا النحو فهي جزء لا يتجزأ من الأساس الدستوري للاتحاد الأوروبي. فشلت النرويج في الانضمام إلى الاتحاد الأوروبي لأن استفتاءها لم يمر.

## الاسم الكامل
الاسم الرسمي الكامل للمعاهدة هو:

## الاستفتاءات
- استفتاء النمسا على عضوية الاتحاد الأوروبي 1994
- استفتاء فنلندا على عضوية الاتحاد الأوروبي 1994
  -  استفتاء أولاند على عضوية الاتحاد الأوروبي 1994
- استفتاء النرويج على عضوية الاتحاد الأوروبي 1994
- استفتاء السويد على عضوية الاتحاد الأوروبي 1994